# Leandro Trossard
Leandro Trossard, né le 4 décembre 1994 à Maasmechelen en Belgique, est un footballeur international belge qui joue au poste d'attaquant à l'Arsenal FC.

## Biographie

### En club

#### Jeunesse et formation
Leandro Trossard est originaire de la Province du Limbourg. Il parle le néerlandais. Ses parents sont Peter Trossard, ouvrier[réf. nécessaire], et Linda Scheepers, tenancière de café[réf. nécessaire]. Il a grandi à Lanklaar dans la commune de Dilsen-Stokkem, localité où il a commencé à jouer au football.

#### Brighton & Hove Albion
Le 26 juin 2019 est annoncé le transfert de Leandro Trossard à Brighton & Hove Albion pour un contrat de quatre ans. Le transfert est estimé à 20 millions d'euros. Il joue son premier match sous ses nouvelles couleurs le 17 août 2019 face à West Ham United lors de la deuxième journée de la saison 2019-2020 de Premier League. Titularisé lors de ce match, il se distingue en marquant également son premier but, permettant à son équipe d'égaliser et ainsi de faire match nul (1-1).
Le 1er octobre 2022, à l'occasion de la 9e journée de Premier League, Trossard s'illustre avec un Hat Trick face au Liverpool FC de Jürgen Klopp. Le score final est de 3 buts partout, avec le trophée d'homme du match à la clé pour Trossard.
Ses performances remarquables avec Brighton & Hove Albion attirent les convoitises.

#### Arsenal FC
Le 20 janvier 2023, Trossard est transféré vers Arsenal pour un montant avoisinant les 30 millions d'euros bonus compris.
Il signe un contrat de 3 ans et demi soit jusqu'en juin 2026.
Il inscrit son premier but sous le maillot des Gunners le 12 février 2023 lors d’un nul (1-1) contre Brentford en championnat.
Le 12 mars 2023, il signe un triplé de passes décisives lors de la victoire 0-3 de Arsenal sur la pelouse de Fulham.
Il devient ainsi le second joueur de l’histoire à inscrire un triplé de buts et de passes décisives lors d’une même saison.

### En sélections nationales
Leandro Trossard honore sa première sélection avec l'équipe nationale de Belgique le 5 septembre 2020, lors d'une rencontre de Ligue des nations face au Danemark à Copenhague. Il entre en jeu à la 80e minute pour remplacer Dries Mertens ce jour-là, et son équipe l'emporte sur le score de deux buts à zéro.

#### Euro 2020
Il est sélectionné par Roberto Martinez pour participer à l'Euro 2020 où il ne joue néanmoins qu'une seule rencontre face à la Finlande. Malgré un but de Romelu Lukaku sur penalty, les Belges s'inclineront une nouvelle fois en quart-de-finale, face à l'Italie futur champion de l'édition sur un score de 2-1.
Le 30 mars 2021, il se distingue en marquant ses deux premiers buts en sélection, lors de la victoire des Belges contre la Biélorussie (8-0).

#### Coupe du monde 2022
Le 10 novembre 2022, il est sélectionné par Roberto Martínez pour participer à la Coupe du monde 2022.

#### Euro 2024
Le 28 mai 2024, il est retenu parmi les 25 joueurs belges convoqués par Domenico Tedesco pour participer à l'Euro 2024.

## Statistiques

### En club
| Saison                | Club                   | Championnat           | Championnat | Championnat | Championnat | Coupe nationale | Coupe nationale | Coupe nationale | Coupe de la Ligue | Coupe de la Ligue | Coupe de la Ligue | Supercoupe | Supercoupe | Supercoupe | Compétition(s) continentale(s) | Compétition(s) continentale(s) | Compétition(s) continentale(s) | Compétition(s) continentale(s) | Autres compétitions | Autres compétitions | Autres compétitions | Autres compétitions | Total | Total | Total |
| Saison                | Club                   | Division              | M.          | B.          | P.d.        | M.              | B.              | P.d.            | M.                | B.                | P.d.              | M.         | B.         | P.d.       | Comp.                          | M.                             | B.                             | P.d.                           | Comp.               | M.                  | B.                  | P.d.                | M.    | B.    | P.d.  |
| 2011-2012             | KRC Genk               | Division 1            | -           | -           | -           | -               | -               | -               | -                 | -                 | -                 | -          | -          | -          | C1                             | -                              | -                              | -                              | PO1                 | 1                   | 0                   | 0                   | 1     | 0     | 0     |
| 2012-2013             | KRC Genk               | Division 1            | -           | -           | -           | 1               | 0               | 0               | -                 | -                 | -                 | -          | -          | -          | C3                             | -                              | -                              | -                              | PO1                 | -                   | -                   | -                   | 1     | 0     | 0     |
| 2016-2017             | KRC Genk               | Division 1A           | 25          | 3           | 2           | 5               | 0               | 2               | -                 | -                 | -                 | -          | -          | -          | C3                             | 16                             | 3                              | 1                              | PO2+BE              | 6+0                 | 3+0                 | 1+0                 | 52    | 9     | 6     |
| 2017-2018             | KRC Genk               | Division 1A           | 6           | 2           | 1           | 2               | 1               | 1               | -                 | -                 | -                 | -          | -          | -          | -                              | -                              | -                              | -                              | PO1+BE              | 10+1                | 5+0                 | 1+1                 | 19    | 8     | 4     |
| 2018-2019             | KRC Genk               | Division 1A           | 24          | 11          | 4           | 2               | 0               | 1               | -                 | -                 | -                 | -          | -          | -          | C3                             | 11                             | 8                              | 3                              | PO1                 | 10                  | 3                   | 3                   | 47    | 22    | 11    |
| Sous-total            | Sous-total             | Sous-total            | 55          | 16          | 7           | 10              | 1               | 4               | -                 | -                 | -                 | -          | -          | -          | -                              | 27                             | 11                             | 4                              | -                   | 28                  | 11                  | 6                   | 120   | 39    | 21    |
| 2012-2013             | Lommel United (prêt)   | Division 2            | 12          | 7           | 0           | -               | -               | -               | -                 | -                 | -                 | -          | -          | -          | -                              | -                              | -                              | -                              | -                   | -                   | -                   | -                   | 12    | 7     | 0     |
| 2013-2014             | KVC Westerlo (prêt)    | Division 2            | 17          | 3           | 0           | 3               | 1               | 0               | -                 | -                 | -                 | -          | -          | -          | -                              | -                              | -                              | -                              | -                   | -                   | -                   | -                   | 20    | 4     | 0     |
| 2014-2015             | Lommel United (prêt)   | Division 2            | 33          | 16          | 0           | 3               | 0               | 0               | -                 | -                 | -                 | -          | -          | -          | -                              | -                              | -                              | -                              | TF                  | 6                   | 1                   | 1                   | 42    | 17    | 1     |
| 2015-2016             | OH Louvain (prêt)      | Division 1            | 30          | 8           | 7           | 1               | 1               | 0               | -                 | -                 | -                 | -          | -          | -          | -                              | -                              | -                              | -                              | -                   | -                   | -                   | -                   | 31    | 9     | 7     |
| 2019-2020             | Brighton & Hove Albion | Premier League        | 31          | 5           | 3           | -               | -               | -               | -                 | -                 | -                 | -          | -          | -          | -                              | -                              | -                              | -                              | -                   | -                   | -                   | -                   | 31    | 5     | 3     |
| 2020-2021             | Brighton & Hove Albion | Premier League        | 35          | 5           | 5           | 2               | 0               | 0               | 1                 | 0                 | 0                 | -          | -          | -          | -                              | -                              | -                              | -                              | -                   | -                   | -                   | -                   | 38    | 5     | 5     |
| 2021-2022             | Brighton & Hove Albion | Premier League        | 34          | 8           | 3           | 1               | 0               | 0               | -                 | -                 | -                 | -          | -          | -          | -                              | -                              | -                              | -                              | -                   | -                   | -                   | -                   | 35    | 8     | 3     |
| 2022-2023             | Brighton & Hove Albion | Premier League        | 16          | 7           | 3           | -               | -               | -               | 1                 | 0                 | 0                 | -          | -          | -          | -                              | -                              | -                              | -                              | -                   | -                   | -                   | -                   | 17    | 7     | 3     |
| Sous-total            | Sous-total             | Sous-total            | 116         | 25          | 14          | 3               | 0               | 0               | 2                 | 0                 | 0                 | -          | -          | -          | -                              | -                              | -                              | -                              | -                   | -                   | -                   | -                   | 121   | 25    | 14    |
| 2022-2023             | Arsenal FC             | Premier League        | 20          | 1           | 10          | 1               | 0               | 0               | -                 | -                 | -                 | -          | -          | -          | C3                             | 1                              | 0                              | 0                              | -                   | -                   | -                   | -                   | 22    | 1     | 10    |
| 2023-2024             | Arsenal FC             | Premier League        | 34          | 12          | 1           | 1               | 0               | 0               | 1                 | 0                 | 0                 | 1          | 1          | 0          | C1                             | 9                              | 4                              | 1                              | -                   | -                   | -                   | -                   | 46    | 17    | 2     |
| 2024-2025             | Arsenal FC             | Premier League        | 38          | 8           | 8           | 1               | 0               | 0               | 3                 | 0                 | 0                 | -          | -          | -          | C1                             | 14                             | 2                              | 2                              | -                   | -                   | -                   | -                   | 56    | 10    | 10    |
| 2025-2026             | Arsenal FC             | Premier League        | 0           | 0           | 0           | -               | -               | -               | -                 | -                 | -                 | -          | -          | -          | C1                             | -                              | -                              | -                              | -                   | -                   | -                   | -                   | 0     | 0     | 0     |
| Sous-total            | Sous-total             | Sous-total            | 92          | 21          | 19          | 3               | 0               | 0               | 4                 | 0                 | 0                 | 1          | 1          | 0          | -                              | 24                             | 6                              | 3                              | -                   | -                   | -                   | -                   | 124   | 28    | 22    |
| Total sur la carrière | Total sur la carrière  | Total sur la carrière | 357         | 96          | 47          | 23              | 3               | 4               | 6                 | 0                 | 0                 | 1          | 1          | 0          | -                              | 51                             | 17                             | 7                              | -                   | 34                  | 12                  | 7                   | 472   | 129   | 65    |

### En sélections nationales
| Saison                | Sélection             | Phases finales         | Phases finales | Phases finales | Phases finales | Éliminatoires CDM | Éliminatoires CDM | Éliminatoires CDM | Éliminatoires EURO | Éliminatoires EURO | Éliminatoires EURO | Ligue des Nations | Ligue des Nations | Ligue des Nations | Matchs amicaux | Matchs amicaux | Matchs amicaux | Total | Total | Total |
| Saison                | Sélection             | Compétition            | M              | B              | Pd             | M                 | B                 | Pd                | M                  | B                  | Pd                 | M                 | B                 | Pd                | M              | B              | Pd             | M     | B     | Pd    |
| --------------------- | --------------------- | ---------------------- | -------------- | -------------- | -------------- | ----------------- | ----------------- | ----------------- | ------------------ | ------------------ | ------------------ | ----------------- | ----------------- | ----------------- | -------------- | -------------- | -------------- | ----- | ----- | ----- |
| 2020-2021             | Belgique              | Euro 2020              | 1              | 0              | 0              | 3                 | 2                 | 0                 | -                  | -                  | -                  | 2                 | 0                 | 0                 | 2              | 0              | 0              | 8     | 2     | 0     |
| 2021-2022             | Belgique              | Ligue des nations 2021 | 2              | 0              | 0              | 4                 | 0                 | 1                 | -                  | -                  | -                  | 4                 | 2                 | 0                 | 1              | 1              | 2              | 11    | 3     | 3     |
| 2022-2023             | Belgique              | Coupe du monde 2022    | 3              | 0              | 0              | -                 | -                 | -                 | 1                  | 0                  | 0                  | 2                 | 0                 | 0                 | 1              | 0              | 1              | 7     | 0     | 1     |
| 2023-2024             | Belgique              | Euro 2024              | 3              | 0              | 0              | -                 | -                 | -                 | 3                  | 2                  | 0                  | -                 | -                 | -                 | 5              | 2              | 0              | 11    | 4     | 0     |
| 2024-2025             | Belgique              | -                      | -              | -              | -              | 1                 | 0                 | 0                 | -                  | -                  | -                  | 6                 | 1                 | 1                 | -              | -              | -              | 7     | 1     | 1     |
| Total sur la carrière | Total sur la carrière | Total sur la carrière  | 9              | 0              | 0              | 8                 | 2                 | 1                 | 4                  | 2                  | 0                  | 14                | 3                 | 1                 | 9              | 3              | 3              | 44    | 10    | 5     |

### Matchs internationaux
| Matchs internationaux de Leandro Trossard, | Matchs internationaux de Leandro Trossard, | Matchs internationaux de Leandro Trossard,    | Matchs internationaux de Leandro Trossard, | Matchs internationaux de Leandro Trossard, | Matchs internationaux de Leandro Trossard, | Matchs internationaux de Leandro Trossard, | Matchs internationaux de Leandro Trossard,                                     |
| #                                          | Date                                       | Lieu                                          | Adversaire                                 | Résultat                                   | Compétition                                | Club                                       | Notes                                                                          |
| ------------------------------------------ | ------------------------------------------ | --------------------------------------------- | ------------------------------------------ | ------------------------------------------ | ------------------------------------------ | ------------------------------------------ | ------------------------------------------------------------------------------ |
| 1                                          | 5 septembre 2020                           | Parken Stadium, Copenhague, Danemark          | Danemark                                   | V 2 - 0                                    | Ligue des nations 2020-2021                | Brighton & Hove Albion                     | Entre en jeu à la place de Dries Mertens à la 80e minute de jeu.               |
| 2                                          | 8 octobre 2020                             | Stade Roi Baudouin, Bruxelles, Belgique       | Côte d'Ivoire                              | N 1 - 1                                    | Match amical                               | Brighton & Hove Albion                     | Titulaire, remplacé par Yari Verschaeren à la 68e minute de jeu.               |
| 3                                          | 14 octobre 2020                            | Laugardalsvöllur, Reykjavik, Islande          | Islande                                    | V 2 - 1                                    | Ligue des nations 2020-2021                | Brighton & Hove Albion                     | Titulaire, remplacé par Hans Vanaken à la 61e minute de jeu.                   |
| 4                                          | 24 mars 2021                               | Stade Den Dreef, Louvain, Belgique            | Pays de Galles                             | V 3 - 1                                    | Éliminatoires de la Coupe du monde 2022    | Brighton & Hove Albion                     | Entre en jeu à la place de Dries Mertens à la 93e minute de jeu.               |
| 5                                          | 27 mars 2021                               | Sinobo Stadium, Prague, Tchéquie              | Tchéquie                                   | N 1 - 1                                    | Éliminatoires de la Coupe du monde 2022    | Brighton & Hove Albion                     | Entre en jeu à la place de Dries Mertens à la 56e minute de jeu.               |
| 6                                          | 30 mars 2021                               | Stade Den Dreef, Louvain, Belgique            | Biélorussie                                | V 8 - 0                                    | Éliminatoires de la Coupe du monde 2022    | Brighton & Hove Albion                     | Titulaire et buteur.                                                           |
| 7                                          | 3 juin 2021                                | Stade Roi Baudouin, Bruxelles, Belgique       | Grèce                                      | N 1 - 1                                    | Match amical                               | Brighton & Hove Albion                     | Entre en jeu à la place de Yannick Carrasco à la 74e minute de jeu.            |
| 8                                          | 21 juin 2021                               | Gazprom Arena, Saint-Pétersbourg, Russie      | Finlande                                   | V 2 - 0                                    | Euro 2020                                  | Brighton & Hove Albion                     | Titulaire, remplacé par Thomas Meunier à la 75e minute de jeu.                 |
| 9                                          | 2 septembre 2021                           | A. Le Coq Arena, Tallinn, Estonie             | Estonie                                    | V 5 - 2                                    | Éliminatoires de la Coupe du monde 2022    | Brighton & Hove Albion                     | Titulaire.                                                                     |
| 10                                         | 5 septembre 2021                           | Stade Roi Baudouin, Bruxelles, Belgique       | Tchéquie                                   | V 3 - 0                                    | Éliminatoires de la Coupe du monde 2022    | Brighton & Hove Albion                     | Entre en jeu à la place de Eden Hazard à la 73e minute de jeu.                 |
| 11                                         | 8 septembre 2021                           | Ak Bars Arena, Kazan, Russie                  | Biélorussie                                | V 1 - 0                                    | Éliminatoires de la Coupe du monde 2022    | Brighton & Hove Albion                     | Titulaire, remplacé par Eden Hazard à la 60e minute de jeu.                    |
| 12                                         | 7 octobre 2021                             | Juventus Stadium, Turin, Italie               | France                                     | D 2 - 3                                    | Ligue des nations 2020-2021                | Brighton & Hove Albion                     | Entre en jeu à la place de Eden Hazard à la 74e minute de jeu.                 |
| 13                                         | 10 octobre 2021                            | Juventus Stadium, Turin, Italie               | Italie                                     | D 1 - 2                                    | Ligue des nations 2020-2021                | Brighton & Hove Albion                     | Entre en jeu à la place de Yannick Carrasco à la 87e minute de jeu.            |
| 14                                         | 16 novembre 2021                           | Cardiff City Stadium, Cardiff, Pays de Galles | Pays de Galles                             | N 1 - 1                                    | Éliminatoires de la Coupe du monde 2022    | Brighton & Hove Albion                     | Entre en jeu à la place de Thomas Meunier à la 85e minute de jeu.              |
| 15                                         | 29 mars 2022                               | Lotto Park, Bruxelles, Belgique               | Burkina Faso                               | V 3 - 0                                    | Match amical                               | Brighton & Hove Albion                     | Titulaire et buteur, remplacé par Divock Origi à la 78e minute de jeu.         |
| 16                                         | 3 juin 2022                                | Stade Roi Baudouin, Bruxelles, Belgique       | Pays-Bas                                   | D 1 - 4                                    | Ligue des nations 2022-2023                | Brighton & Hove Albion                     | Entre en jeu à la place de Romelu Lukaku à la 27e minute de jeu.               |
| 17                                         | 8 juin 2022                                | Stade Roi Baudouin, Bruxelles, Belgique       | Pologne                                    | V 6 - 1                                    | Ligue des nations 2022-2023                | Brighton & Hove Albion                     | Buteur, entre en jeu à la place de Eden Hazard à la 66e minute de jeu.         |
| 18                                         | 11 juin 2022                               | Cardiff City Stadium, Cardiff, Pays de Galles | Pays de Galles                             | N 1 - 1                                    | Ligue des nations 2022-2023                | Brighton & Hove Albion                     | Titulaire, remplacé par Dennis Praet à la 72e minute de jeu.                   |
| 19                                         | 14 juin 2022                               | Stade national, Varsovie, Pologne             | Pologne                                    | V 1 - 0                                    | Ligue des nations 2022-2023                | Brighton & Hove Albion                     | Entre en jeu à la place de Eden Hazard à la 67e minute de jeu.                 |
| 20                                         | 22 septembre 2022                          | Stade Roi Baudouin, Bruxelles, Belgique       | Pays de Galles                             | V 2 - 1                                    | Ligue des nations 2022-2023                | Brighton & Hove Albion                     | Entre en jeu à la place de Eden Hazard à la 65e minute de jeu.                 |
| 21                                         | 25 septembre 2022                          | Johan Cruyff Arena, Amsterdam, Pays-Bas       | Pays-Bas                                   | D 0 - 1                                    | Ligue des nations 2022-2023                | Brighton & Hove Albion                     | Entre en jeu à la place de Eden Hazard à la 64e minute de jeu.                 |
| 22                                         | 23 novembre 2022                           | Stade Ahmed-ben-Ali, Al Rayyan, Qatar         | Canada                                     | V 1 - 0                                    | Coupe du monde 2022                        | Brighton & Hove Albion                     | Entre en jeu à la place de Eden Hazard à la 62e minute de jeu.                 |
| 23                                         | 27 novembre 2022                           | Stade d'Al-Thumama, Doha, Qatar               | Maroc                                      | D 0 - 2                                    | Coupe du monde 2022                        | Brighton & Hove Albion                     | Entre en jeu à la place de Thorgan Hazard à la 75e minute de jeu.              |
| 24                                         | 1er décembre 2022                          | Stade Ahmed-ben-Ali, Al Rayyan, Qatar         | Croatie                                    | N 0 - 0                                    | Coupe du monde 2022                        | Brighton & Hove Albion                     | Titulaire, remplacé par Thorgan Hazard à la 59e minute de jeu.                 |
| 25                                         | 24 mars 2023                               | Friends Arena, Solna, Suède                   | Suède                                      | V 3 - 0                                    | Éliminatoires de l'Euro 2024               | Arsenal FC                                 | Titulaire, remplacé par Orel Mangala à la 61e minute de jeu.                   |
| 26                                         | 28 mars 2023                               | RheinEnergieStadion, Cologne, Allemagne       | Allemagne                                  | V 3 - 2                                    | Match amical                               | Arsenal FC                                 | Entre en jeu à la place de Yannick Carrasco à la 58e minute de jeu.            |
| 27                                         | 9 septembre 2023                           | Dalga Arena, Bakou, Azerbaïdjan               | Azerbaïdjan                                | V 1 - 0                                    | Éliminatoires de l'Euro 2024               | Arsenal FC                                 | Titulaire, remplacé par Dodi Lukebakio à la 79e minute de jeu.                 |
| 28                                         | 12 septembre 2023                          | Stade Roi Baudouin, Bruxelles, Belgique       | Estonie                                    | V 5 - 0                                    | Éliminatoires de l'Euro 2024               | Arsenal FC                                 | Titulaire et buteur, remplacé par Charles De Ketelaere à la 66e minute de jeu. |
| 29                                         | 15 novembre 2023                           | Stade Den Dreef, Louvain, Belgique            | Serbie                                     | V 1 - 0                                    | Match amical                               | Arsenal FC                                 | Entre en jeu à la place de Yannick Carrasco à la 67e minute de jeu.            |
| 30                                         | 19 novembre 2023                           | Stade Roi Baudouin, Bruxelles, Belgique       | Azerbaïdjan                                | V 5 - 0                                    | Éliminatoires de l'Euro 2024               | Arsenal FC                                 | Titulaire et buteur.                                                           |
| 31                                         | 23 mars 2024                               | Aviva Stadium, Dublin, Irlande                | République d'Irlande                       | N 0 - 0                                    | Match amical                               | Arsenal FC                                 | Titulaire, remplacé par Jérémy Doku à la 46e minute de jeu.                    |
| 32                                         | 26 mars 2024                               | Stade de Wembley, Londres, Angleterre         | Angleterre                                 | N 2 - 2                                    | Match amical                               | Arsenal FC                                 | Titulaire, remplacé par Dodi Lukebakio à la 60e minute de jeu.                 |
| 33                                         | 5 juin 2024                                | Stade Roi Baudouin, Bruxelles, Belgique       | Monténégro                                 | V 2 - 0                                    | Match amical                               | Arsenal FC                                 | Buteur, entre en jeu à la place de Kevin De Bruyne à la 46e minute de jeu.     |
| 34                                         | 8 juin 2024                                | Stade Roi Baudouin, Bruxelles, Belgique       | Luxembourg                                 | V 3 - 0                                    | Match amical                               | Arsenal FC                                 | Titulaire et buteur.                                                           |
| 35                                         | 17 juin 2024                               | Frankfurt Arena, Francfort, Allemagne         | Slovaquie                                  | D 0 - 1                                    | Euro 2024                                  | Arsenal FC                                 | Titulaire, remplacé par Youri Tielemans à la 74e minute de jeu.                |
| 36                                         | 22 juin 2024                               | Stade de Cologne, Cologne, Allemagne          | Roumanie                                   | V 2 - 0                                    | Euro 2024                                  | Arsenal FC                                 | Entre en jeu à la place de Dodi Lukebakio à la 56e minute de jeu.              |
| 37                                         | 26 juin 2024                               | Stuttgart Arena, Stuttgart, Allemagne         | Ukraine                                    | N 0 - 0                                    | Euro 2024                                  | Arsenal FC                                 | Titulaire, remplacé par Yannick Carrasco à la 62e minute de jeu.               |
| 38                                         | 10 octobre 2024                            | Stade olympique, Rome, Italie                 | Italie                                     | N 2 - 2                                    | Ligue des nations 2024-2025                | Arsenal FC                                 | Titulaire et buteur.                                                           |
| 39                                         | 14 octobre 2024                            | Stade Roi Baudouin, Bruxelles, Belgique       | France                                     | D 1 - 2                                    | Ligue des nations 2024-2025                | Arsenal FC                                 | Titulaire.                                                                     |
| 40                                         | 14 novembre 2024                           | Stade Roi Baudouin, Bruxelles, Belgique       | Italie                                     | D 0 - 1                                    | Ligue des nations 2024-2025                | Arsenal FC                                 | Titulaire.                                                                     |
| 41                                         | 17 novembre 2024                           | Bozsik Aréna (en), Budapest, Hongrie          | Israël                                     | D 0 - 1                                    | Ligue des nations 2024-2025                | Arsenal FC                                 | Titulaire, remplacé par Johan Bakayoko à la 37e minute de jeu.                 |
| 42                                         | 20 mars 2025                               | Stade Enrique-Roca de Murcie, Murcie, Espagne | Ukraine                                    | D 1 - 3                                    | Ligue des nations 2024-2025                | Arsenal FC                                 | Titulaire, remplacé par Alexis Saelemaekers à la 80e minute de jeu.            |
| 43                                         | 23 mars 2025                               | Cegeka Arena, Genk, Belgique                  | Ukraine                                    | V 3 - 0                                    | Ligue des nations 2024-2025                | Arsenal FC                                 | Titulaire, remplacé par Alexis Saelemaekers à la 69e minute de jeu.            |
| 44                                         | 9 juin 2025                                | Stade Roi Baudouin, Bruxelles, Belgique       | Pays de Galles                             | V 4 - 3                                    | Éliminatoires de la Coupe du monde 2026    | Arsenal FC                                 | Titulaire, remplacé par Dodi Lukebakio à la 46e minute de jeu.                 |

### Buts internationaux
| Buts internationaux de Leandro Trossard, | Buts internationaux de Leandro Trossard, | Buts internationaux de Leandro Trossard, | Buts internationaux de Leandro Trossard, | Buts internationaux de Leandro Trossard, | Buts internationaux de Leandro Trossard, | Buts internationaux de Leandro Trossard, | Buts internationaux de Leandro Trossard, | Buts internationaux de Leandro Trossard, | Buts internationaux de Leandro Trossard, |
| #                                        | Date                                     | Lieu                                     | Adversaire                               | Résultat                                 | Compétition                              | Détail                                   | Détail                                   | Détail                                   | Cape                                     |
| ---------------------------------------- | ---------------------------------------- | ---------------------------------------- | ---------------------------------------- | ---------------------------------------- | ---------------------------------------- | ---------------------------------------- | ---------------------------------------- | ---------------------------------------- | ---------------------------------------- |
| 1                                        | 30 mars 2021                             | Stade Den Dreef, Louvain, Belgique       | Biélorussie                              | V 8 - 0                                  | Éliminatoires de la Coupe du monde 2022  | 38e                                      | du pied droit                            | 3-0                                      | 6e                                       |
| 2                                        | 30 mars 2021                             | Stade Den Dreef, Louvain, Belgique       | Biélorussie                              | V 8 - 0                                  | Éliminatoires de la Coupe du monde 2022  | 74e                                      | du pied gauche                           | 7-0                                      | 6e                                       |
| 3                                        | 29 mars 2022                             | Lotto Park, Bruxelles, Belgique          | Burkina Faso                             | V 3 - 0                                  | Match amical                             | 18e                                      | du pied droit                            | 2-0                                      | 15e                                      |
| 4                                        | 8 juin 2022                              | Stade Roi Baudouin, Bruxelles, Belgique  | Pologne                                  | V 6 - 1                                  | Ligue des nations 2022-2023              | 73e                                      | du pied gauche                           | 3-1                                      | 17e                                      |
| 5                                        | 8 juin 2022                              | Stade Roi Baudouin, Bruxelles, Belgique  | Pologne                                  | V 6 - 1                                  | Ligue des nations 2022-2023              | 80e                                      | du pied droit                            | 4-1                                      | 17e                                      |
| 6                                        | 12 septembre 2023                        | Stade Roi Baudouin, Bruxelles, Belgique  | Estonie                                  | V 5 - 0                                  | Éliminatoires de l'Euro 2024             | 18e                                      | du pied droit                            | 2-0                                      | 28e                                      |
| 7                                        | 19 novembre 2023                         | Stade Roi Baudouin, Bruxelles, Belgique  | Azerbaïdjan                              | V 5 - 0                                  | Éliminatoires de l'Euro 2024             | 90e                                      | du pied droit                            | 5-0                                      | 30e                                      |
| 8                                        | 5 juin 2024                              | Stade Roi Baudouin, Bruxelles, Belgique  | Monténégro                               | V 2 - 0                                  | Match amical                             | 90+3e (pen.)                             | du pied droit                            | 2-0                                      | 33e                                      |
| 9                                        | 8 juin 2024                              | Stade Roi Baudouin, Bruxelles, Belgique  | Luxembourg                               | V 3 - 0                                  | Match amical                             | 81e                                      | du pied droit                            | 3-0                                      | 34e                                      |
| 10                                       | 10 octobre 2024                          | Stade olympique, Rome, Italie            | Italie                                   | N 2 - 2                                  | Ligue des nations 2024-2025              | 61e                                      | du pied droit                            | 2-2                                      | 38e                                      |

## Palmarès

### En club
|  |  | KVC Westerlo - Championnat de Belgique de deuxième division (1) : - Champion : 2014. |  | Lommel United - Championnat de Belgique de deuxième division : - Vice-champion : 2015. |  | KRC Genk - Championnat de Belgique (1) : - Champion : 2019. - Coupe de Belgique : - Finaliste : 2018. |  | Arsenal FC - Championnat d'Angleterre : - Vice-champion : 2024 et 2025. - Community Shield (1) : - Vainqueur : 2023. |

### En sélections nationales
|  |  | Belgique - Ligue des nations : - Quatrième : 2021. |